# Viletinec
Viletinec es una localidad de Croacia en la ciudad de Lepoglava, condado de Varaždin.

## Geografía
Se encuentra a una altitud de 264 m s. n. m. a 74,4 km de la capital nacional, Zagreb. Se sitúa en el norte del país a solo 10 kilómetros al sur de la frontera con Eslovenia.

## Demografía
En el censo 2011, el total de población de la localidad fue de 173 habitantes.
| Gráfica de población de Viletinec 1857-2011                         |
|                                                                     |
| Según los censos de población de la oficina estadística de Croacia. |